# Sokol Beqiri
Sokol Beqiri (* 1964 in Peć, Föderative Volksrepublik Jugoslawien) ist ein kosovarischer Grafiker, Video-, Performance- und Installationskünstler.

## Leben und Werk
Sokol Beqiri studierte Grafik an der Akademie der Bildenden Künste der Universität Prishtina und setzte sein Studium zwei Jahre lang bei Agim Çavdarbasha, Nysret Salihamixhiqi (1931–2011) und Zoran Jovanović an der Universität Ljubljana fort.
Thematisch beschäftigt Beqiri sich vorwiegend mit den Jugoslawienkriegen. Er bedient sich verschiedener künstlerischer Medien. Grand Bazaar, (1999) ist eine Performance, Milka (2000) ein Video und Kur engjëjt vonohen/When Angels Are Late, (2001) ist eine Installation. Fundi i ekspresionizmit: pikturuar nga një i çmendur/The End of Expressionism: Painted by a Madman (2001), setzt sich mit dem Genre der Kriegsdokumentation in Form von Readymades auseinander.
Seit 1987 nimmt Sokol Beqiri an zahlreichen internationalen Ausstellungen teil, darunter die Biennial of Graphic Arts in Ljubljana, die Biennale de Cetinje, Montenegro, das Locarno Festival (2003), Blut & Honig: Zukunft ist am Balkan (Wien 2003): Kurator Harald Szeemann und die documenta 14 in Kassel.